# Ken Bradshaw
Ken Bradshaw (Houston, Texas, 4 de outubro de 1952) é um surfista profissional estadunidense.
Em 28 de janeiro de 1998 Ken Bradshaw conseguiu surfar uma onda de 26,35 metros (85 feets) de altura na ilha Oahu (Havaí), uma das maiores ondas registradas na história do surfe.